# Кёлер, Хорст
Хорст Кёлер (нем. Horst Köhler; 22 февраля 1943[…], Скербешув, Генерал-губернаторство — 1 февраля 2025, Берлин) — немецкий государственный и политический деятель, Федеральный президент Германии (2004—2010). Директор-распорядитель МВФ (2000—2004).
Родом из семьи бессарабских немцев, в 1940 году переселившейся из молдавского села Рышканы на территорию оккупированной Германией Польши.

## Карьера
В 1965—1969 годах Кёлер обучался в Тюбингенском университете по специальности «политэкономия и политология». В 1969—1976 годах он работал там ассистентом в Институте прикладного экономического анализа. В 1976—1981 годах Хорст Кёлер работал в Федеральном министерстве экономики.
В 1982 году Кёлер перешёл на работу в Федеральное министерство финансов. В должности статс-секретаря министерства он в 1990—1993 годах выполнял роль шерпы канцлера Гельмута Коля.
В 1993—1998 годах Кёлер возглавлял Ассоциацию сберегательных банков Германии и следующие 2 года управлял Европейским банком реконструкции и развития (ЕБРР) в Лондоне.

## Директор-распорядитель МВФ
Кёлер находился в должности директора-распорядителя Международного валютного фонда с 14 февраля 2000 по 4 марта 2004 года. Свою цель он видел в том, чтобы сделать работу фонда более прозрачной и более приспособленной к предотвращению кризисных явлений. Он укреплял сотрудничество Международного валютного фонда со Всемирным банком (который возглавлял тогда Джеймс Дэвид Вулфенсон) и выступил инициатором масштабных реформ в МВФ.

## Президент Германии
Президент Германии с 1 июля 2004 года. Избран на эту должность 25 апреля 2004 года и переизбран на второй срок 23 мая 2009 года.
Во внутренней политике ставил целью, прежде всего, решение проблемы занятости населения, сохранения и создания новых рабочих мест, улучшения системы образования и поиска новых подходов к демографическим изменениям в стране. По его мнению, существует реальная возможность налаживать связи между прошлым и будущим в обществе, предоставляющем равные возможности для всех.
Во внешней политике отстаивал гуманитарные аспекты глобализации и активно поддерживал кампании против бедности и в поддержку африканского континента.
Член Христианско-демократического союза с 1981 года (на время пребывания в должности президента членство было приостановлено).
Подал в отставку 31 мая 2010 года. Отставка вызвана спорными высказываниями президента относительно допустимости применения бундесвера для защиты экономических интересов Германии. Его преемником на посту президента Германии стал Кристиан Вульф.

### Смерть
Скончался после непродолжительной тяжёлой болезни, рано утром, 1 февраля 2025 года в возрасте 81 года в Берлине.

## Награды
- Орден «Достык» I степени (10 декабря 2001 года, Казахстан) — за значительный вклад в укрепление мира, дружбы и сотрудничества между государствами и народами, а также в связи с 10-летием независимости республики[13].